# Mark 45 ASTOR
Mark 45 ASTOR (förkortning för Anti-Submarine TORpedo) var en amerikansk torped med en kärnstridsspets på 11 kiloton.

## Bakgrund
Under andra världskriget hade ubåtar inga effektiva vapen för att bekämpa varandra i undervattensläge. De torpeder som fanns var avsedda att användas mot ytfartyg och ställdes in på ett visst djupgående innan avfyring. Efter kriget började man utveckla målsökande torpeder. Dessa hade en maxfart på 25-30 knop vilket var fullt tillräckligt för att hinna upp konventionella ubåtar, men atomubåtar kunde hålla lika hög fart eller mer. I högre farter var det svårt att få en akustisk målsökare att fungera på grund av buller och vattenbrus. Lösningen på problemet blev en snabb torped utan målsökare och med en kärnladdning för att kompensera för bristen på precision.

## Konstruktion
Mark 45 var en elektrisk torped som drevs av en 120 kW elmotor. I stället för målsökare var den wirestyrd vilket gjorde att den kunde styras från moderubåten. Wiren användes också för att utlösa stridsspetsen eftersom tändrör saknades. Bristen på precision uppvägdes mer än väl av kärnladdningens verkansradie. Faktum är att även om torpeden användes på maximal räckvidd så var den avfyrande ubåten ändå farligt nära detonationen.

## Användning
Mark 45 användes som komplement till Mark 37 på alla amerikanska atomubåtar mellan 1963 och 1978 då de ersattes av Mark 48.